# Sieć szkieletowa
Sieć szkieletowa (ang. backbone network) – sieć telekomunikacyjna, w tym sieć komputerowa, przez którą przesyłana jest największa ilość informacji. Łączy zwykle mniejsze sieci (sieci lokalne), grupy robocze, przełączniki, sieci rozległe. Urządzenia wchodzące w strukturę sieci szkieletowej z reguły odpowiedzialne są za funkcjonowanie całej sieci na określonym obszarze.